# 266P/Christensen
266P/Christensen, komet Enckeove vrste